# 高麗聖雲
高麗 聖雲（こま の しょううん、生没年不詳）は、奈良時代の僧。高句麗王族の高麗王若光の三男とされる。寺念僧・勝楽上人の弟子。
高句麗の僧・勝楽は聖雲の父とされる高麗若光を弔うため、高句麗から自ら携えてきた念持仏「聖天歓喜仏」を本尊とする寺院を建立しようとしたが、天平宝字3年（751年）に死去した。勝楽の弟子・聖雲は、やはり勝楽の弟子となった聖雲の甥の弘仁（兄の家重の子）とともにその遺志を継ぎ、法相宗の聖天院勝楽寺を建立し、師を境内に埋葬した。

## 聖天院
聖天院を参照。
埼玉県日高市にある寺院。正式名称を高麗山聖天院勝楽寺と称した。1345年に秀海上人が法相宗から真言宗に改める。天正8年（1580年）には第25世の円真上人が本尊に不動明王を勧請し、もとの本尊の聖天歓喜仏は脇侍とした。 